# Kharlúixino
Kharlúixino (en rus: Харлушино) és un poble de l'óblast d'Arkhànguelsk, a Rússia, segons el cens del 2012 tenia un habitant.